# Melanomma sparsum
Melanomma sparsum är en lavart som beskrevs av Fuckel 1874. Melanomma sparsum ingår i släktet Melanomma och familjen Melanommataceae.   Inga underarter finns listade i Catalogue of Life.